# Campionati mondiali di sci alpinismo 2025
I campionati mondiali di sci alpinismo 2025 sono stati la 13ª edizione della rassegna iridata dello sci alpinismo, manifestazione che dal 2002 è organizzata dalla ISMF. Si sono svolti dal 2 al 9 marzo 2025 a Morgins, nel comprensorio sciistico Portes du Soleil, in Svizzera, per la seconda volta nella storia dopo l'edizione del 2008.

## Calendario
Il campionato del mondo si svolse sulla lunghezza di otto giornate, di cui una iniziale dedicata alla cerimonia di apertura, una intermedia dedicata al riposo ed una finale come riserva per eventuali recuperi.
| M | Maschile | F | Femminile | EQ | Misto |

| marzo 2025          | 2 Dom                 | 2 Dom                 | 3 Lun | 4 Mar | 4 Mar | 5 Mer  | 5 Mer  | 6 Gio | 6 Gio | 7 Ven | 7 Ven | 8 Sab | 8 Sab | 9 Dom   | 9 Dom   |
| ------------------- | --------------------- | --------------------- | ----- | ----- | ----- | ------ | ------ | ----- | ----- | ----- | ----- | ----- | ----- | ------- | ------- |
| Sprint              | Cerimonia di apertura | Cerimonia di apertura |       |       |       | Riposo | Riposo | F     | M     |       |       |       |       | Riserva | Riserva |
| Vertical            | Cerimonia di apertura | Cerimonia di apertura |       | F     | M     | Riposo | Riposo |       |       |       |       |       |       | Riserva | Riserva |
| Individuale         | Cerimonia di apertura | Cerimonia di apertura |       |       |       | Riposo | Riposo |       |       | F     | M     |       |       | Riserva | Riserva |
| A squadre           | Cerimonia di apertura | Cerimonia di apertura |       |       |       | Riposo | Riposo |       |       |       |       | F     | M     | Riserva | Riserva |
| Staffetta a squadre | Cerimonia di apertura | Cerimonia di apertura | EQ    |       |       | Riposo | Riposo |       |       |       |       |       |       | Riserva | Riserva |

## Medagliati

### Uomini
| Specialità  | Oro                                       | Prestazione | Argento                           | Prestazione | Bronzo                                | Prestazione |
| Sprint      | Oriol Cardona Coll                        | 2'42"4      | Thibault Anselmet                 | 2'47"7      | Jon Kistler                           | 2'50"0      |
| Vertical    | Rémi Bonnet                               | 18'50"3     | Maximilien Drion du Chapois       | 19'37"0     | Aurélien Gay                          | 19'40"3     |
| Individuale | Rémi Bonnet                               | 1h33'07"4   | Davide Magnini                    | 1h35'30"6   | Xavier Gachet                         | 1h38'57"9   |
| A squadre   | Francia Xavier Gachet William Bon Mardion | 2h12'42"1   | Svizzera Rémi Bonnet Aurélien Gay | 2h13'33"4   | Francia Samuel Equy Methéo Jacquemoud | 2h13'42"4   |

### Donne
| Specialità  | Oro                                                  | Prestazione | Argento                                  | Prestazione | Bronzo                                   | Prestazione |
| Sprint      | Marianne Fatton                                      | 3'09"9      | Emily Harrop                             | 3'11"2      | Ana Alonso Rodriguez                     | 3'21"6      |
| Vertical    | Axelle Gachet Mollaret                               | 22'24"9     | Tove Alexandersson                       | 23'06"0     | Sarah Dreier                             | 24'01"0     |
| Individuale | Tove Alexandersson                                   | 1h34'01"8   | Axelle Gachet Mollaret                   | 1h36'03"5   | Emily Harrop                             | 1h40'43"1   |
| A squadre   | Francia Célia Perillat-Pessey Axelle Gachet Mollaret | 2h20'46"8   | Italia Alba De Silvestro Lisa Moreschini | 2h22'04"6   | Italia Giulia Compagnoni Ilaria Veronese | 2h26'01"6   |

### Misti
| Specialità      | Oro                                   | Prestazione | Argento                                        | Prestazione | Bronzo                                 | Prestazione |
| Staffetta mista | Francia Emily Harrop Thibaut Anselmet | 32'44"1     | Spagna Ana Alonso Rodriguez Oriol Cardona Coll | 33'45"0     | Svizzera Marianne Fatton Robin Bussard | 33'02"9     |

## Medagliere
| Pos.   | Nazione  | Oro | Argento | Bronzo | Totale |
| ------ | -------- | --- | ------- | ------ | ------ |
| 1      | Francia  | 4   | 3       | 3      | 10     |
| 2      | Svizzera | 3   | 1       | 3      | 7      |
| 3      | Spagna   | 1   | 1       | 1      | 3      |
| 4      | Svezia   | 1   | 1       | 0      | 2      |
| 5      | Italia   | 0   | 2       | 1      | 3      |
| 6      | Belgio   | 0   | 1       | 0      | 1      |
| 7      | Austria  | 0   | 0       | 1      | 1      |
| Totale | Totale   | 9   | 9       | 9      | 27     |